# 重庆道
重庆道是中国天津市和平区五大道地区的一条街道，修筑于1922年，原属天津英租界。重庆道东北到马场道，西南到昆明路，全长1919米，宽10米，南北两侧分别与常德道和成都道平行。目前，重庆道地区是天津市历史风貌建筑的聚集地之一，大量的名人故居坐落于此。

## 历史
重庆道所在地域原是天津老城东南的一片沼泽洼地，散落着一些窝棚式的简陋民居。1903年，天津英租界工部局在获得重庆道所在区域。1922年至1932年期间，天津英租界工部局结合海河清淤工程，对重庆道所在区域进行填筑使之成为适合天津城市建设的用地。1929年至1932年，天津英租界工部局修筑此路并以河北路（原威灵顿路）为界，东段原为剑桥道（Cambridge Road），又称“39号路”；西段原为爱丁堡道（Edinburgh Road），又称“37号路”。此后，两侧迅速形成大片高级住宅区，绿化良好，建筑风格属于各种不同的欧洲式样。1943年，日本占领天津后，剑桥道改称“兴亚二区39号路”，爱丁堡道改称“兴亚二区37号路”。1946年，天津市政府光复后以重庆市将其统一命名为重庆道至今。历史上，载振、严修、张作相、李爱锐、龚心湛、金邦平、孙桐萱、王雨生、张泽湘等名人均居住过重庆道。

## 现况与发展
重庆道目前东北到马场道，西南到昆明路，全长1919米，车行道平均度10米，人行道宽1.5米至13米，由于道路比较狭窄，重庆道一直作为单行道使用。南北两侧分别与常德道和成都道平行。由于重庆道街区被纳入天津历史文化街区的保护规划，因此未来将保持现有风貌不会拓宽。

## 沿街著名建筑
重庆道现存比较著名的建筑有：

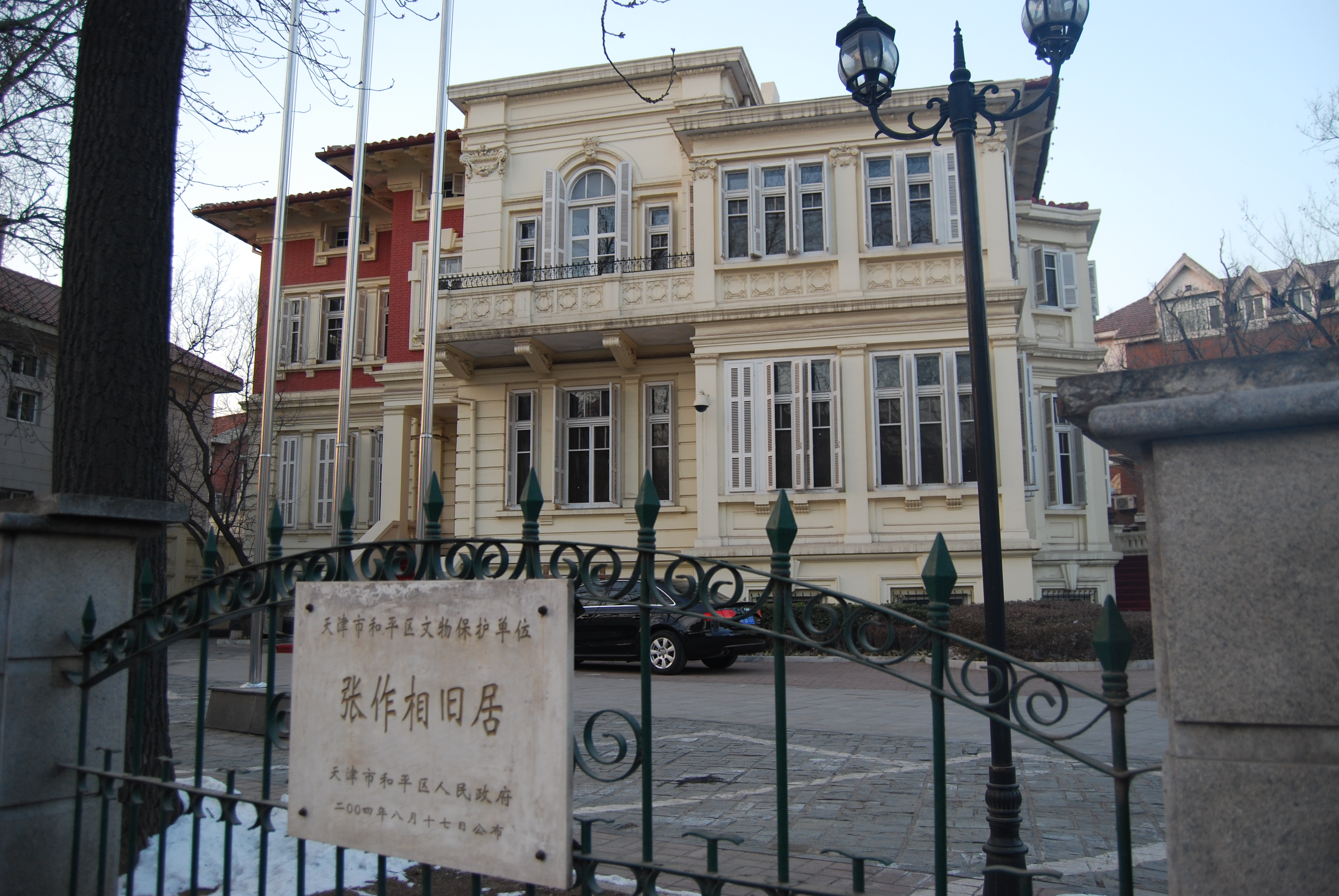
重庆道上的张作相旧居

- 天津市文物保护单位：天津庆王府，重庆道55号
- 天津市历史风貌建筑：张作相旧居，重庆道4号
- 天津市历史风貌建筑：李爱锐故居，重庆道38号
- 天津市历史风貌建筑：金梁故居，重庆道52号
- 天津市历史风貌建筑：龚心湛旧宅，重庆道64号
- 天津市历史风貌建筑：民园大楼，重庆道66号至68号
- 天津市历史风貌建筑：孙桐萱旧宅，重庆道68号
- 天津市历史风貌建筑：王雨生旧居，重庆道89号
- 天津市历史风貌建筑：张泽湘旧居，重庆道106号
- 天津市历史风貌建筑：金邦平旧居，重庆道114号
- 天津市历史风貌建筑：严修旧居，重庆道144号至146号[4]

## 交汇道路
目前，与重庆道相交汇的主要道路有：

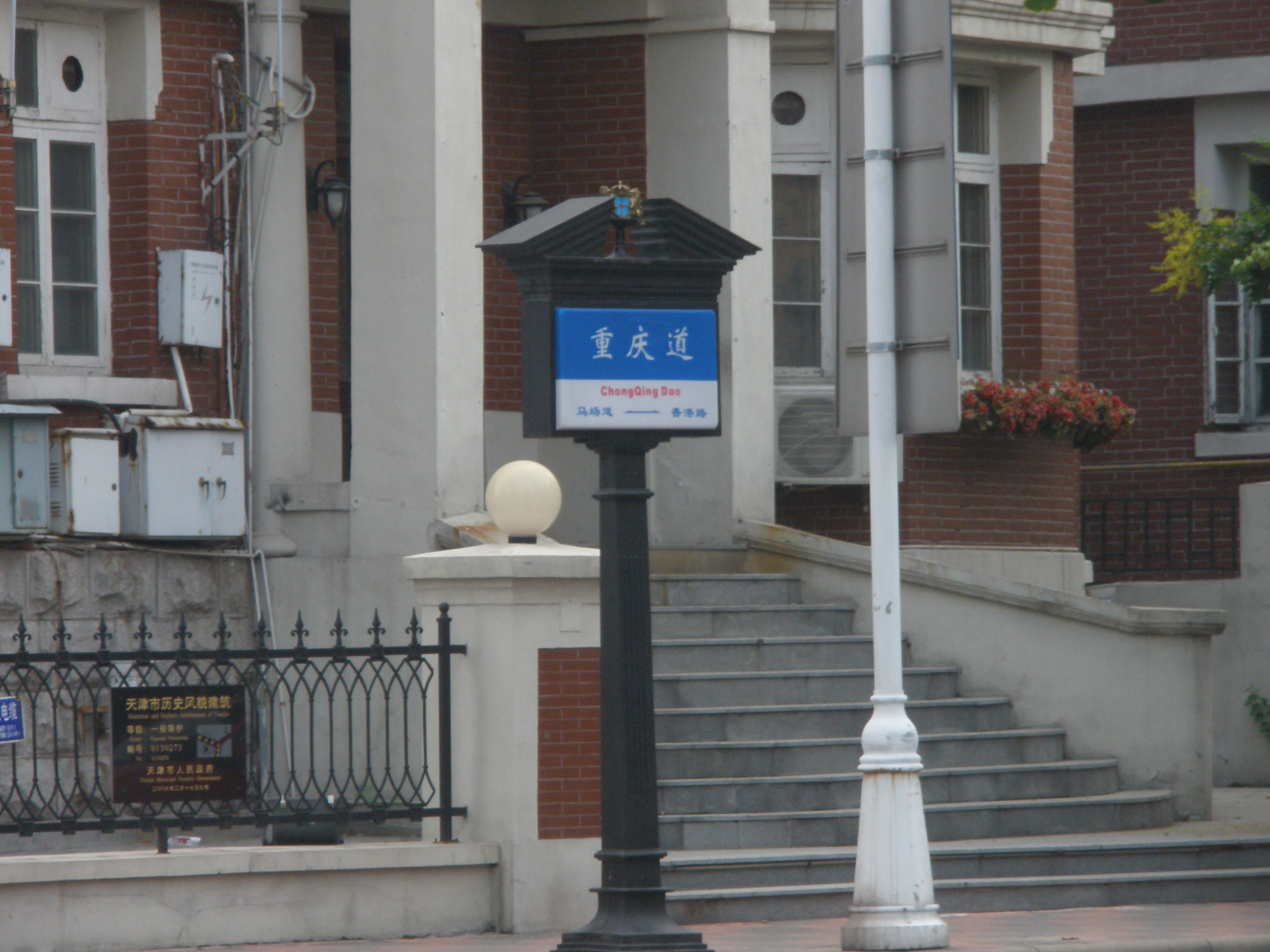
重庆道上的路牌

- 马场道 原马厂道（Race Course Road）
- 湖北路 原怡丰道（Avon Road ）
- 香港路 原泰安道（Tyne Road ）
- 澳门路 原西德尼道（Sydney Road ）
- 新华路 原牛津道（Oxford Road ）
- 南海路 原摩西道（Mersey Road ）
- 河北路 原威灵顿道（Wellington Road ）
- 湖南路 原西芬道（Severn Road ）
- 长沙路 原加的夫道（Cardiff Road ）
- 衡阳路 原马耳他道（Malta Road ）
- 桂林路 原格拉斯哥道（Glasgow Road ）
- 云南路 原登百敦道（Dumbarton Road ）
- 昆明路 原康伯兰道（Cumberland Road ）